# Diopetes nirmo
Diopetes nirmo är en fjärilsart som beskrevs av Clench 1965. Diopetes nirmo ingår i släktet Diopetes och familjen juvelvingar. Inga underarter finns listade i Catalogue of Life.